# Championnats du monde de patinage de vitesse sur piste courte 2012
Navigation
Édition précédente Édition suivante
Les Championnats du monde de patinage de vitesse sur piste courte se déroulent à Shanghai en Chine entre le 9 mars 2012 et le 11 mars 2012. L'évènement est géré par l'Union internationale de patinage.
Il y a douze épreuves au total : six pour les hommes et six pour les femmes. Les différentes distances sont le 500 mètres, le 1 000 mètres, le 1 500 mètres, le 3 000 mètres, le relais de 3 000 mètres (5 000 mètres pour les hommes) et un titre décerné au meilleur patineur sur l'ensemble des épreuves.

## Palmarès
| Épreuves        | Or              | Argent          | Bronze           |
| --------------- | --------------- | --------------- | ---------------- |
| Hommes          |                 |                 |                  |
| 500 m           | Olivier Jean    | Charles Hamelin | Kwak Yoon-gy     |
| 1 000 m         | Kwak Yoon-gy    | Noh Jin-kyu     | Charles Hamelin  |
| 1 500 m         | Kwak Yoon-gy    | Kim Yun-Jae     | Sin Da-woon      |
| 3 000 m         | Kwak Yoon-gy    | Noh Jin-kyu     | Sin Da-woon      |
| 5 000 m relais  | Canada          | Pays-Bas        | Corée du Sud     |
| Toutes épreuves | Kwak Yoon-gy    | Noh Jin-kyu     | Olivier Jean     |
| Femmes          |                 |                 |                  |
| 500 m           | Fan Kexin       | Arianna Fontana | Lana Gehring     |
| 1 000 m         | Cho Ha-ri       | Li Jianrou      | Valérie Maltais  |
| 1 500 m         | Li Jianrou      | Liu Qiuhong     | Marie-Ève Drolet |
| 3 000 m         | Valérie Maltais | Arianna Fontana | Marie-Ève Drolet |
| 3 000 m relais  | Chine           | États-Unis      | Corée du Sud     |
| Toutes épreuves | Li Jianrou      | Valérie Maltais | Arianna Fontana  |

## Tableau des médailles
| Rang | Nation       | Or | Argent | Bronze | Total |
| ---- | ------------ | -- | ------ | ------ | ----- |
| 1    | Corée du Sud | 5  | 4      | 5      | 14    |
| 2    | Chine        | 4  | 2      | 0      | 6     |
| 3    | Canada       | 3  | 2      | 5      | 10    |
| 4    | Italie       | 0  | 2      | 1      | 3     |
| 5    | États-Unis   | 0  | 1      | 1      | 2     |
| 6    | Pays-Bas     | 0  | 1      | 0      | 1     |